# Гранд Беј (Алабама)
Гранд Беј (енгл. Grand Bay) насељено је место без административног статуса у америчкој савезној држави Алабама.

## Демографија
По попису из 2010. године број становника је 3.672, што је 246 (-6,3%) становника мање него 2000. године.
| Група             | 2000.         | 2010.         |
| Белци             | 3.463 (88,4%) | 3.144 (85,6%) |
| Афроамериканци    | 348 (8,9%)    | 345 (9,4%)    |
| Азијати           | 31 (0,8%)     | 26 (0,7%)     |
| Хиспаноамериканци | 34 (0,9%)     | 83 (2,3%)     |
| Укупно            | 3.918         | 3.672         |